# 여성부
여성부(女性部, 문화어: 녀성부)는 여성 정책을 담당하는 행정기관으로, 일반적으로 쓰이는 행정부 부처 이름이다. 나라에 따라 가족부(家族部)나 성평등부(性平等部) 등의 이름을 가진 부서가 여성 관련 정책을 담당하기도 한다.

## 여성부가 있는 나라
정부 부처 직속으로 여성부가 존재하는 국가는 대한민국, 캄보디아, 인도, 인도네시아, 말레이시아, 시리아, 네팔, 스리랑카, 키리바시, 덴마크, 스페인, 스웨덴, 독일, 영국, 프랑스, 오스트레일리아, 뉴질랜드, 캐나다, 나이지리아, 우간다, 잠비아, 짐바브웨, 모리셔스, 나미비아, 가나, 아르헨티나, 칠레, 페루가 있다.

## 같이 보기
- 제목에 "여성성부" 항목을 포함한 모든 문서